# Eike Duckwitz
Eike Duckwitz, född den 29 maj 1980 i Hamburg, Tyskland, är en tysk landhockeyspelare.
Han tog OS-brons i herrarnas landhockeyturnering i samband med de olympiska landhockeytävlingarna 2004 i Aten.